# Кольчугине
Кольчу́гине (з 1810 по 1915 рік — Кроненталь, нім. Kronental, до 1948 — Булгана́к, крим. Bulğanaq) — село Сімферопольського району Автономної Республіки Крим. Орган місцевого самоврядування — Кольчугинська сільська рада.
У селі знаходиться мечеть Булганак Джамісі.
До Сімферополя та Каркінітської затоки Чорного моря з села приблизно однакова відстань — понад 20 кілометрів.

## Історія

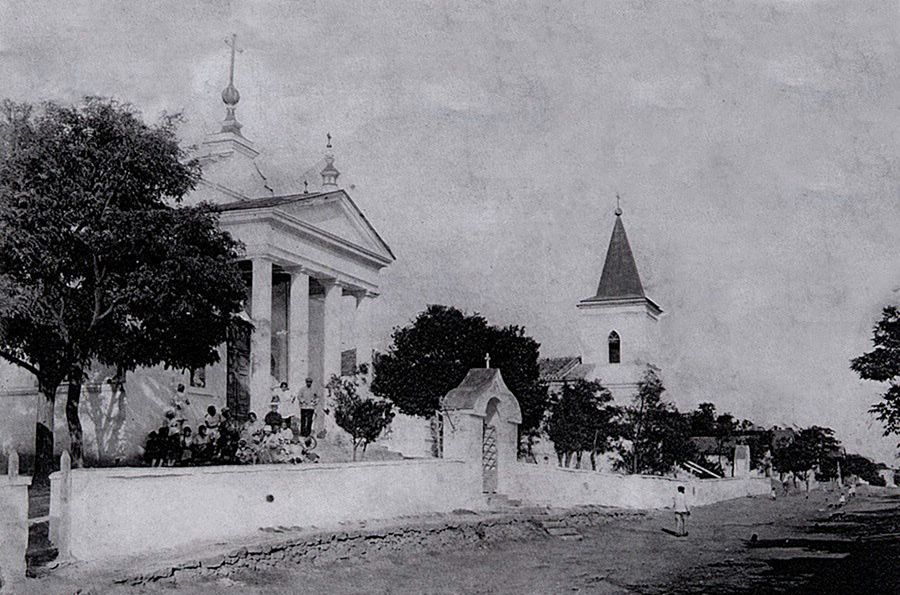
Кроненталь, 1907 р.

Вважається, що село виникло в 1810—1811 роках, як колонія німців з Ельзасу, Бадена, Пфальца, Баварії. За віросповіданням — євангелістів та католиків. Зі старонімецького Кроненталь перекладається як «царська долина, райське місце».
Про минуле села свідчать лютеранський і католицький храми (правда, один з них перебудований в православний), а також будинки на двох вулицях, що добре збереглися — Революції і Горького. Їх колоністи виклали з місцевого матеріалу — буту, глини та виноградної лози. Використовувалася також черепиця тамтешнього черепичного заводу.
Станом на 1886 у німецькій колонії Кроненталь, центрі Кронентальської волості Сімферопольського повіту Херсонської губернії, мешкало 994 особи, налічувалось 65 дворових господарств, існували 2 костели, 2 школи та лавка.
За переписом 1897 року кількість мешканців зросла до 794 осіб (416 чоловічої статі та 378 — жіночої), з яких 96 — православної віри, 324 — римо-католицької, 356 — протестантської.
За останнього довоєнного перепису населення 1926 року, у селі Булганак проживали 889 осіб, з них — 818 німців, 50 росіян, 6 українців, 3 євреї, 2 татар, 2 естонці, 1 вірменин, 7 записані в графі «інші».
Після нападу гітлерівської Німеччини на СРСР всіх німців з Булганака, як і з усього півострова, радянські органи насильно виселили до Ставропольського краю, а потім до Сибіру і Північного Казахстану.
У повоєнні роки в Кольчугіно працював великий радгосп-завод «Виноградний». Деякі елітні виноградники господарству дісталися від німецьких переселенців.
Римо-католицький храм Булганака після депортації встиг побувати клубом, нині в ньому розмістилася православна церква Різдва Христового. Колишня лютеранська кірха тепер римо-католицький костел Успіння пресвятої Діви Марії місцевої католицької громади. Щотижня в ньому проводять богослужіння священники з Севастополя. Мечеть «Булганак Джамісі» на протилежному березі річки зведена вже у наші дні.
Нині село налічує понад 4 тисяч жителів.
Під час російської окупації російськи окупанти захопили медресе (релігійну школу) у селі.

## Галерея

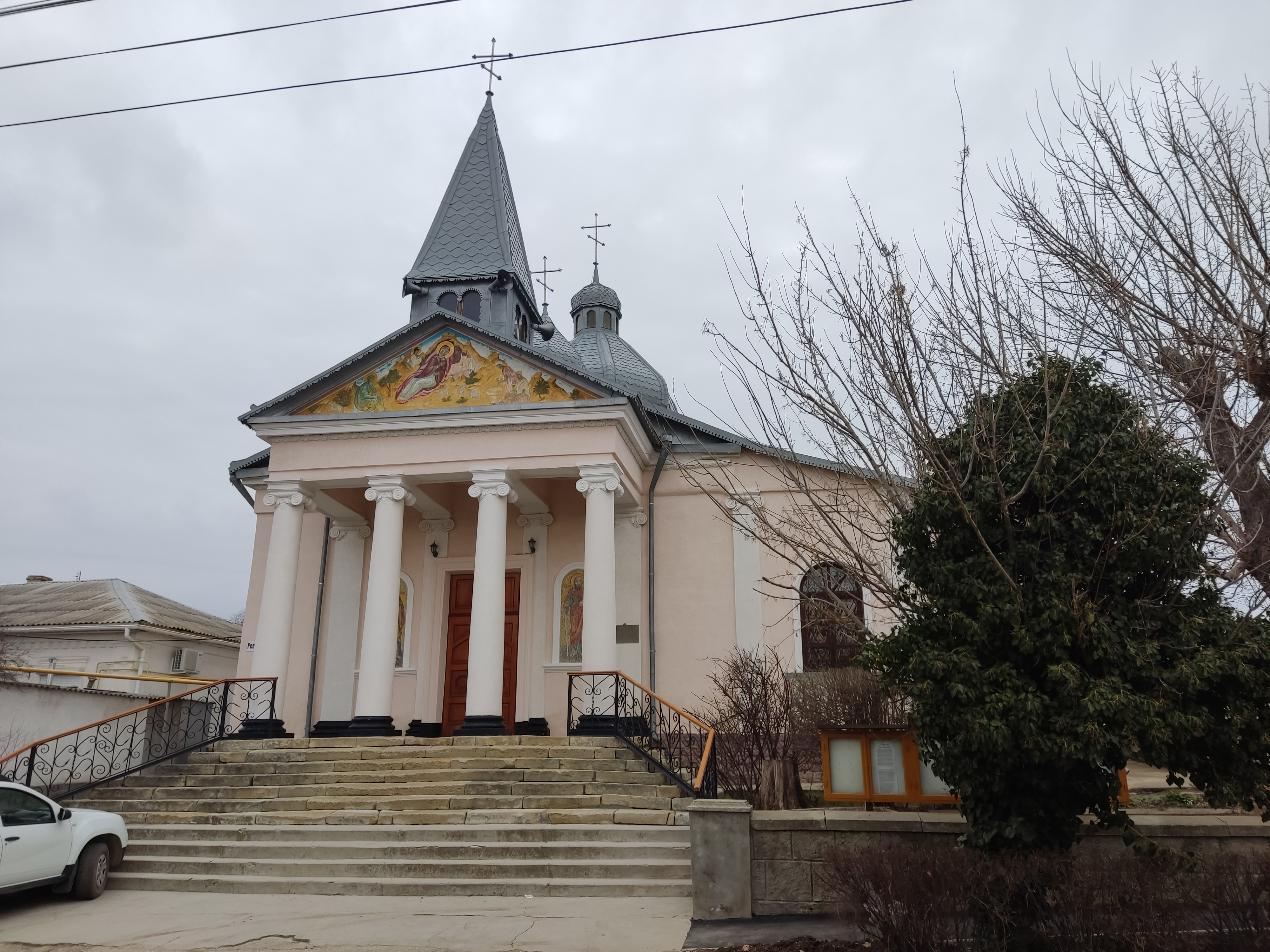
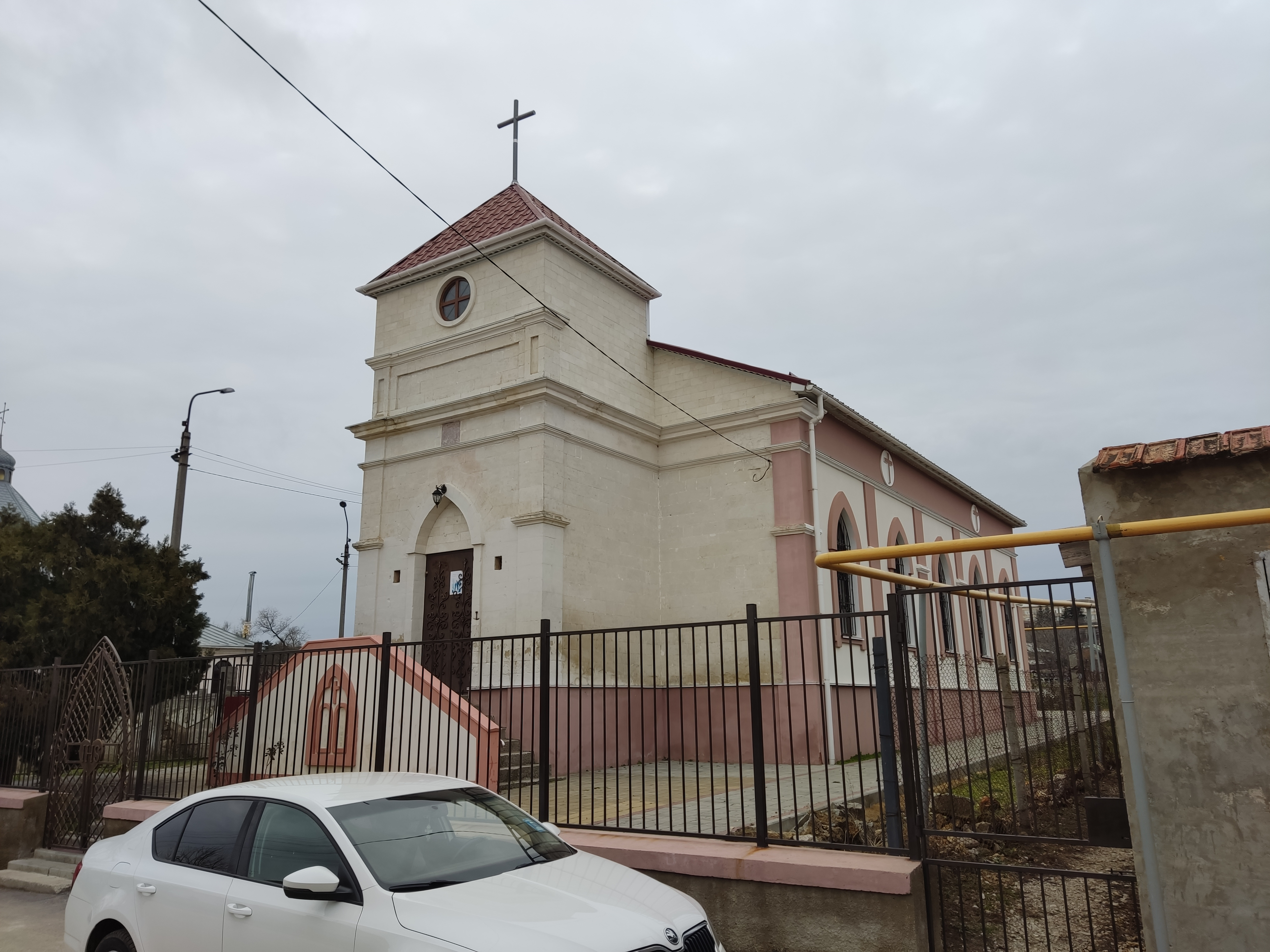
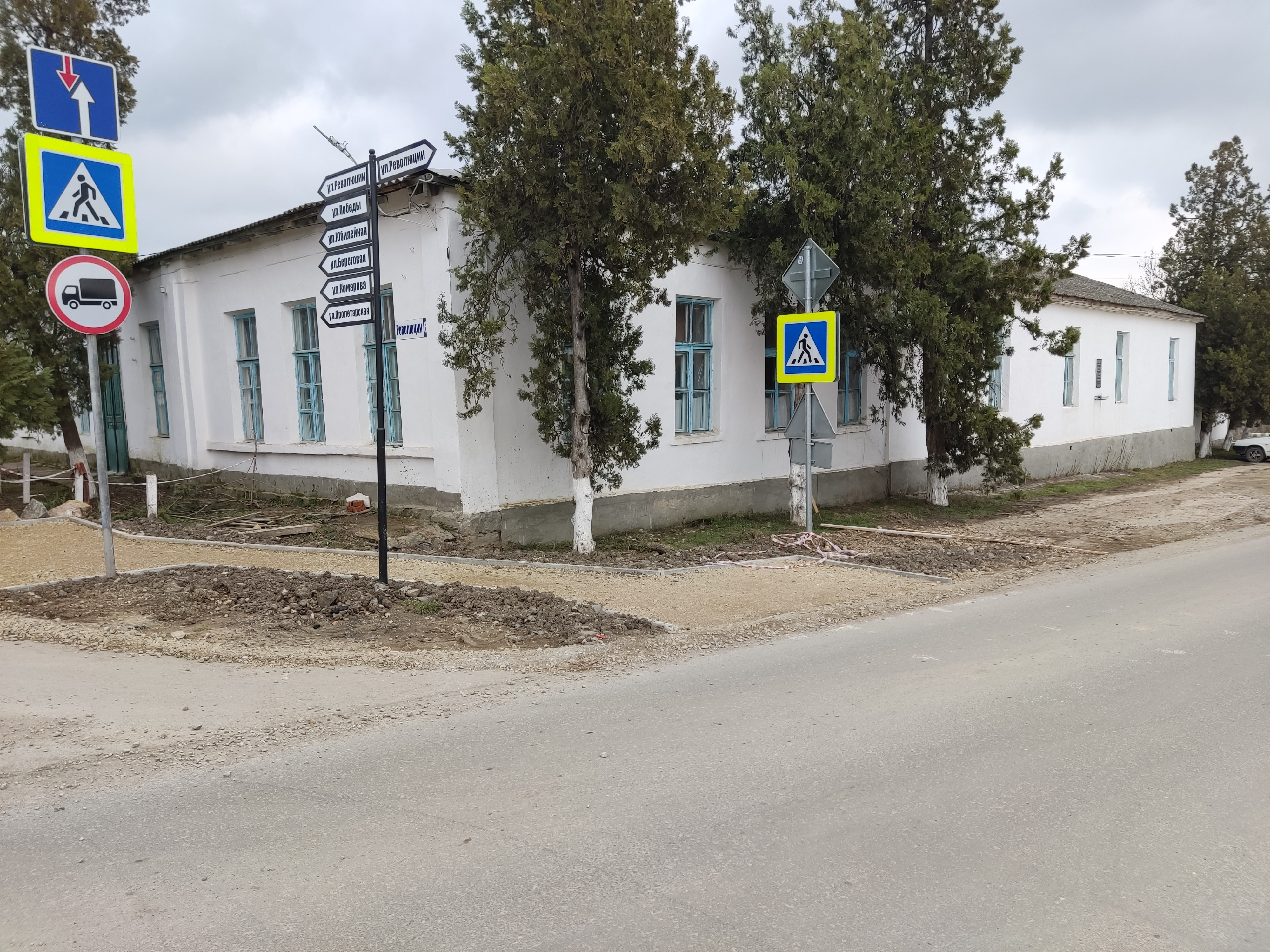
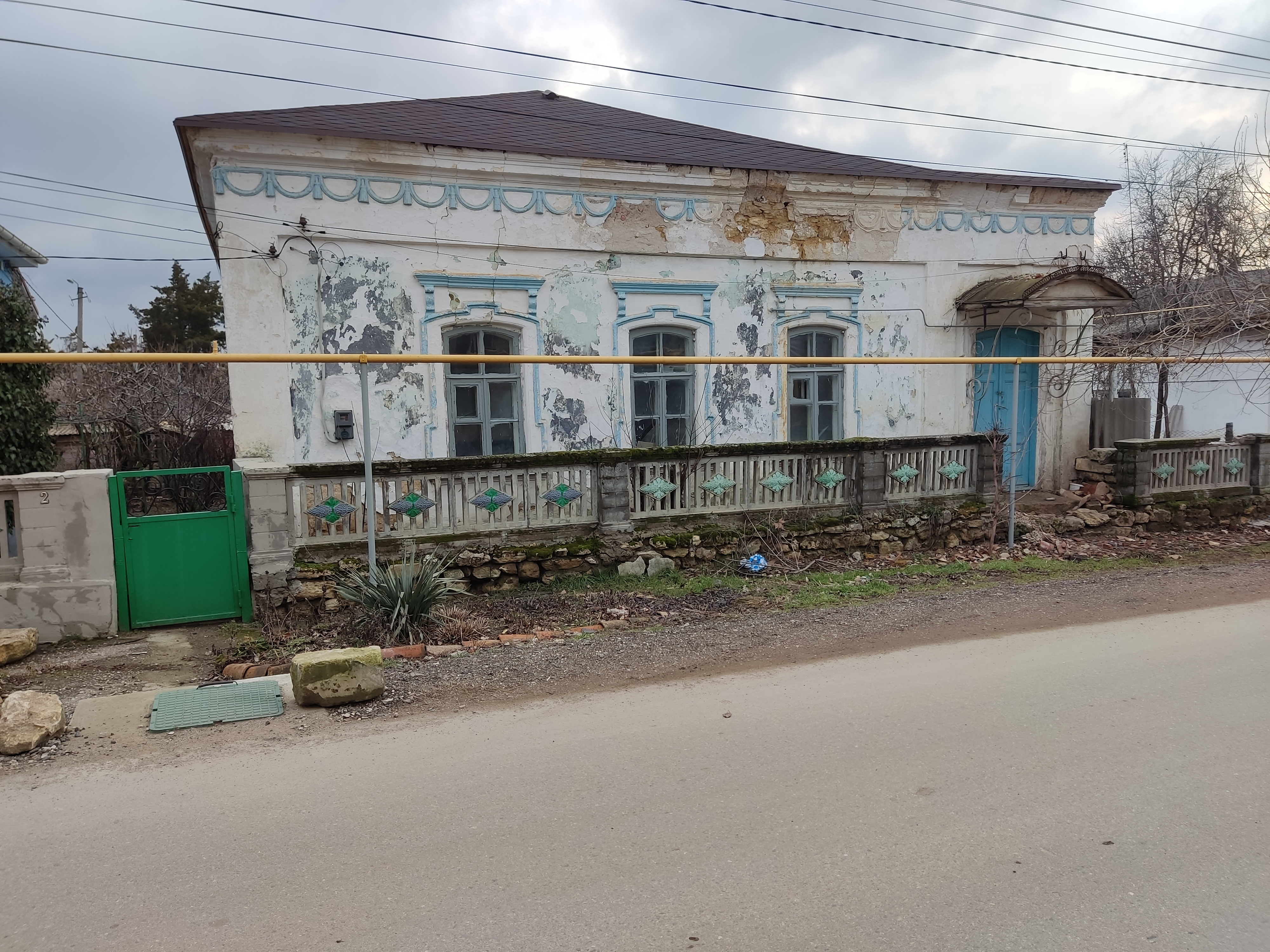
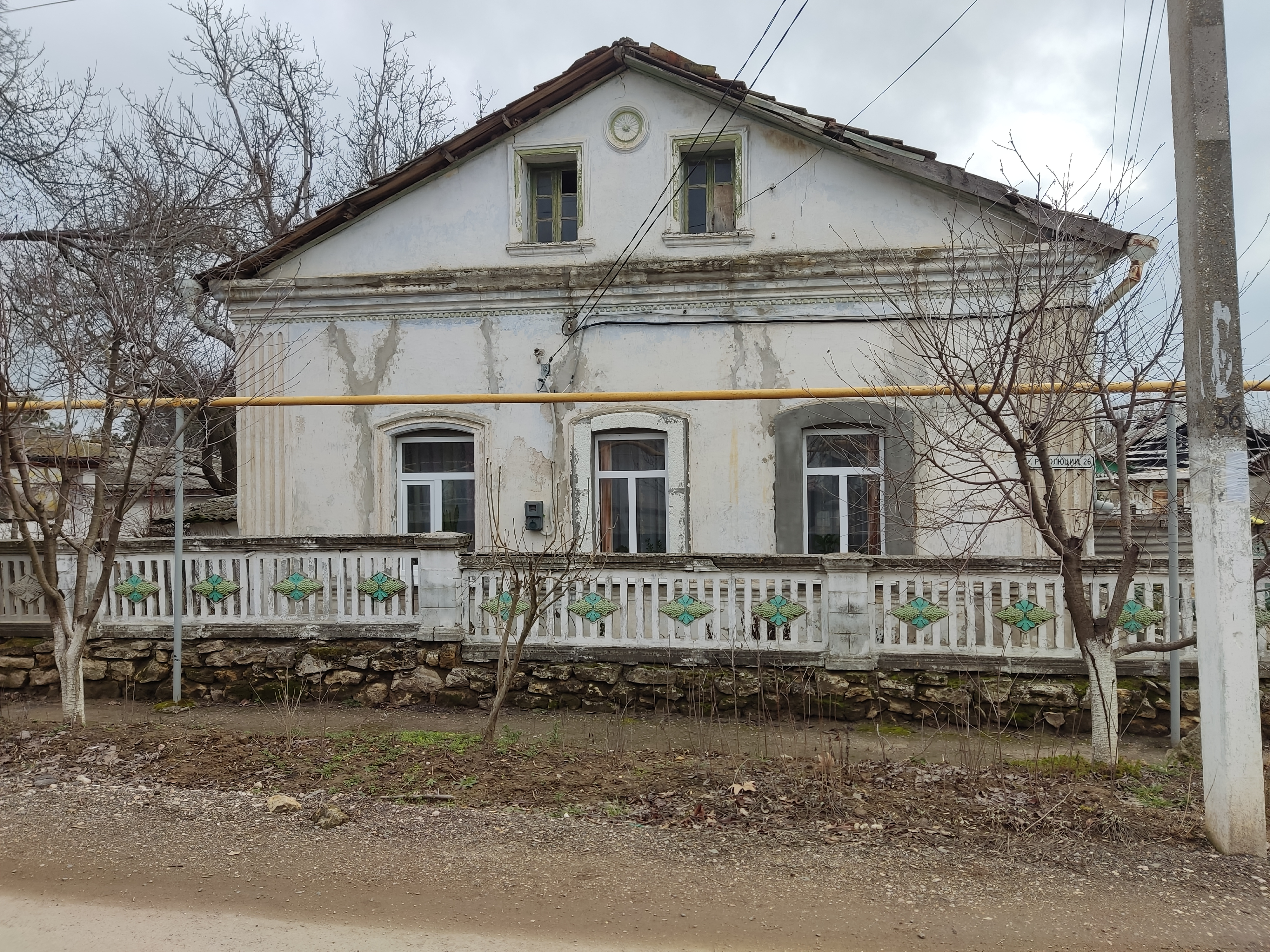
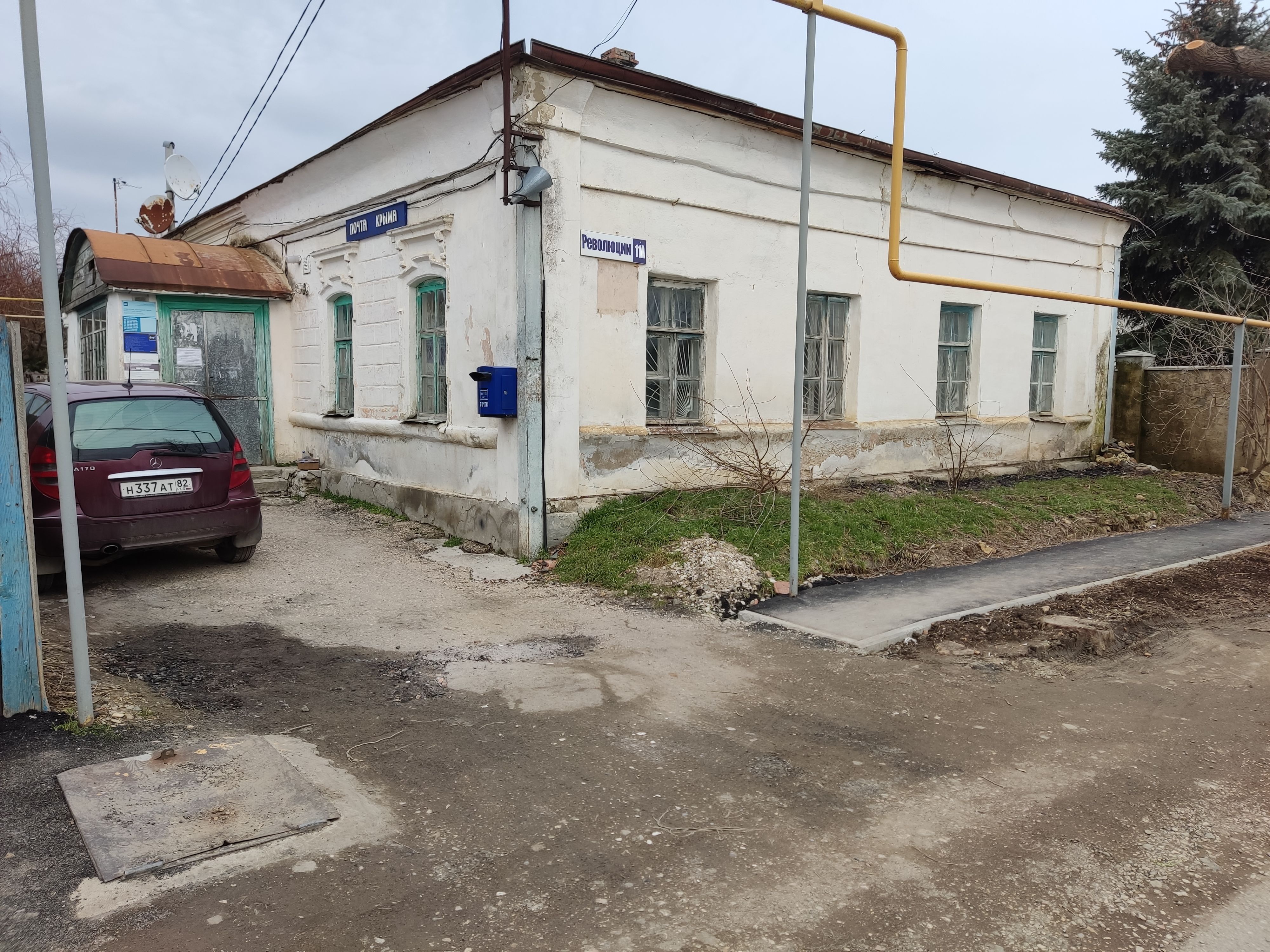
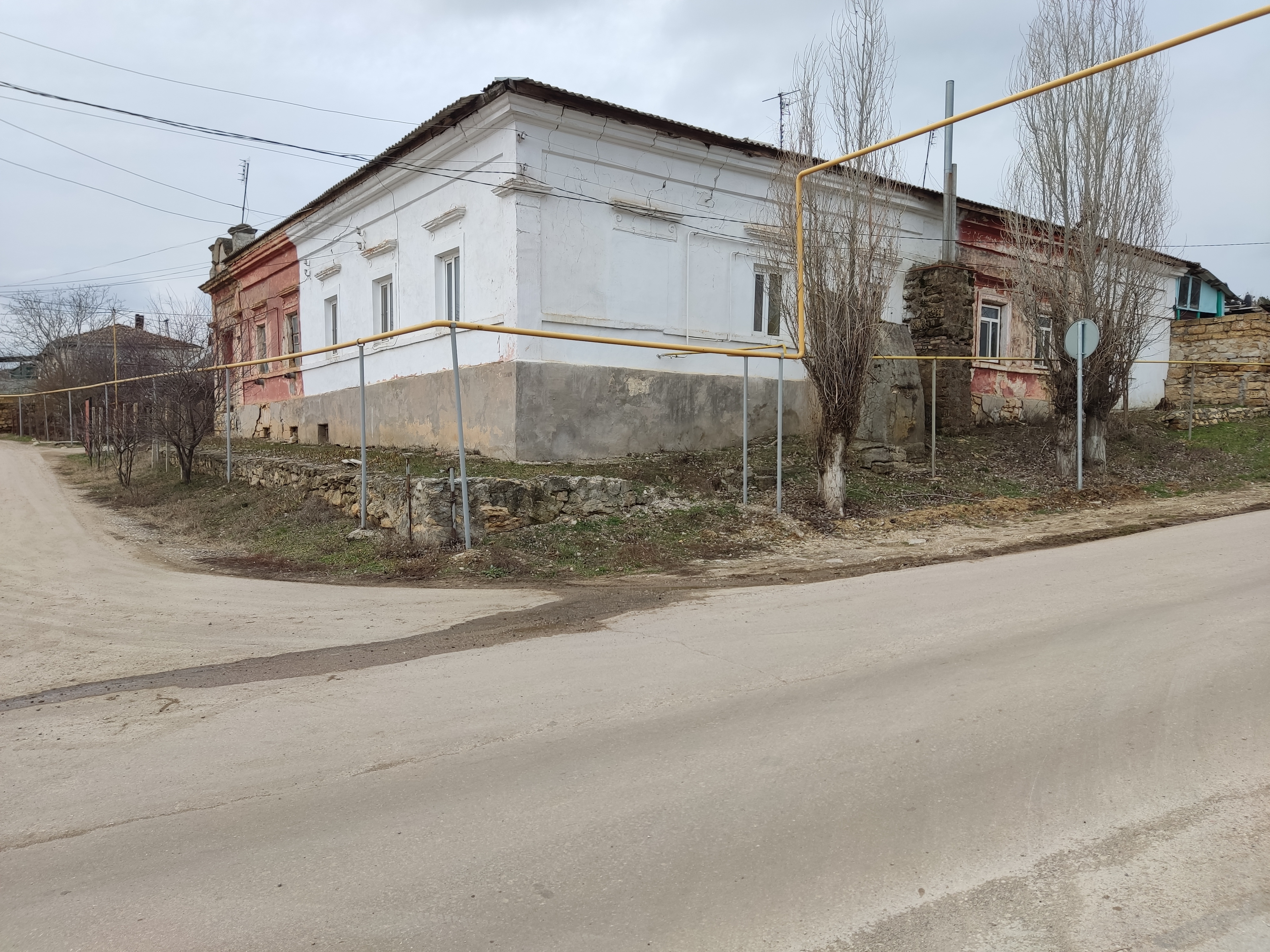
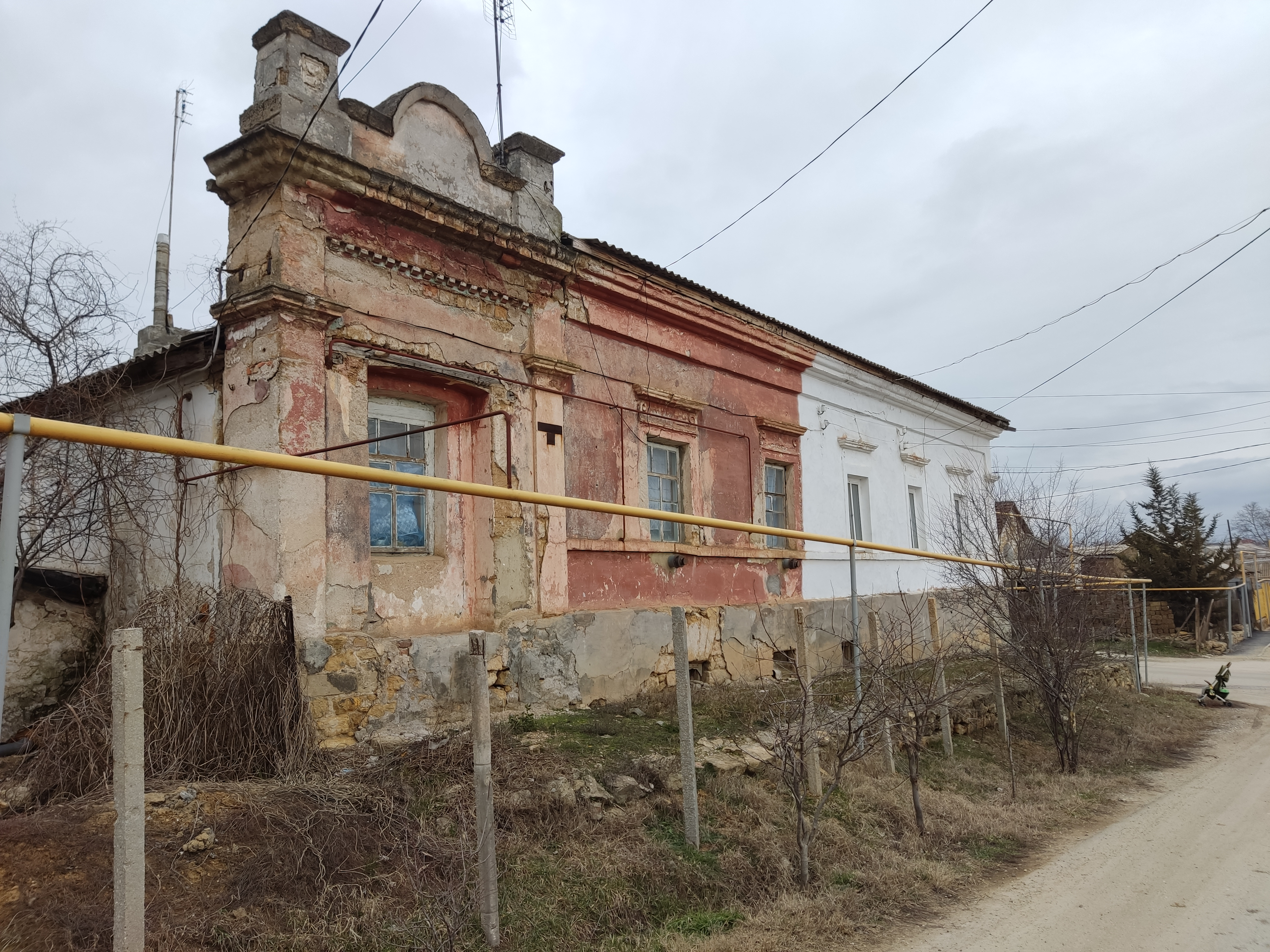
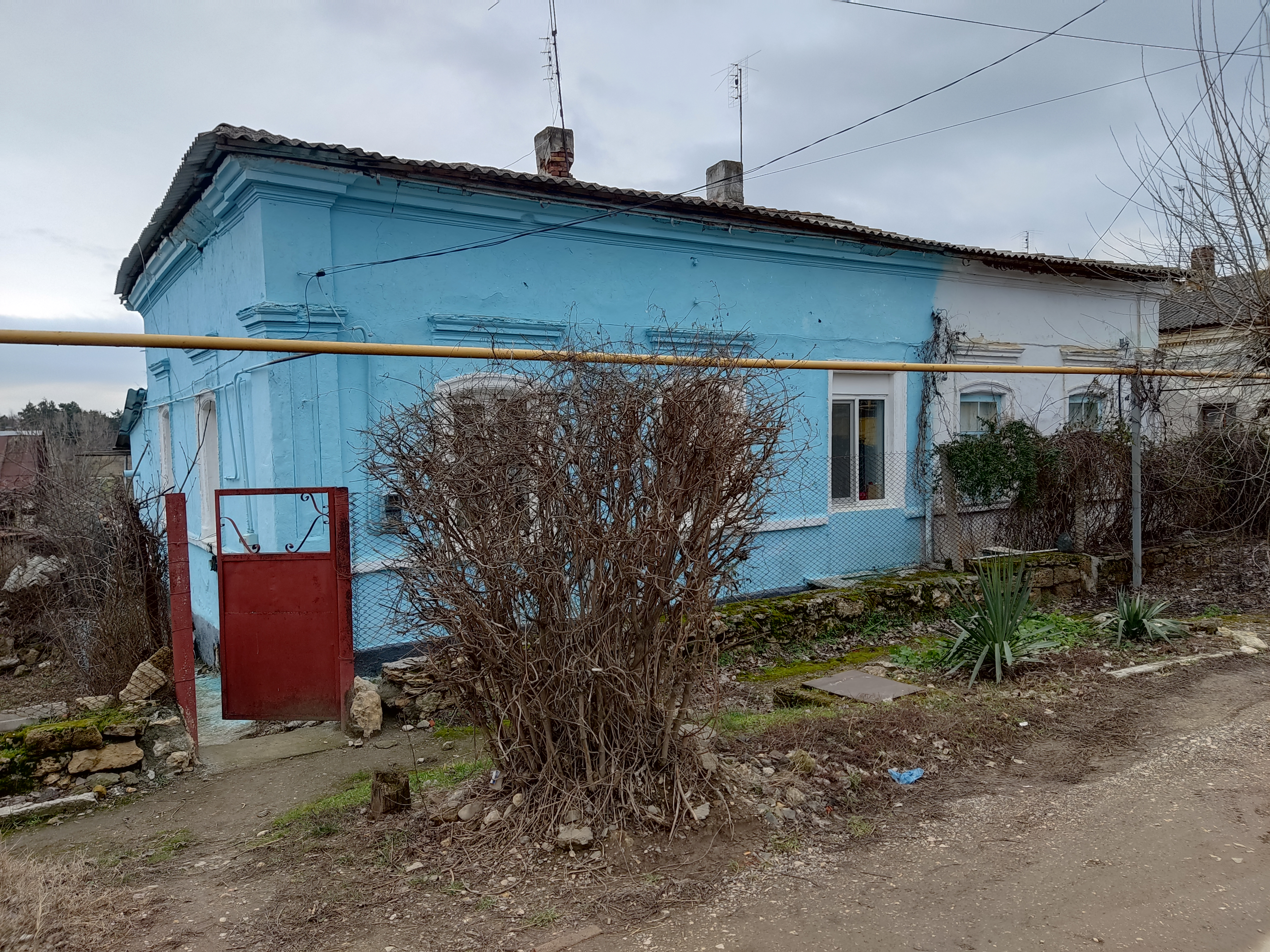
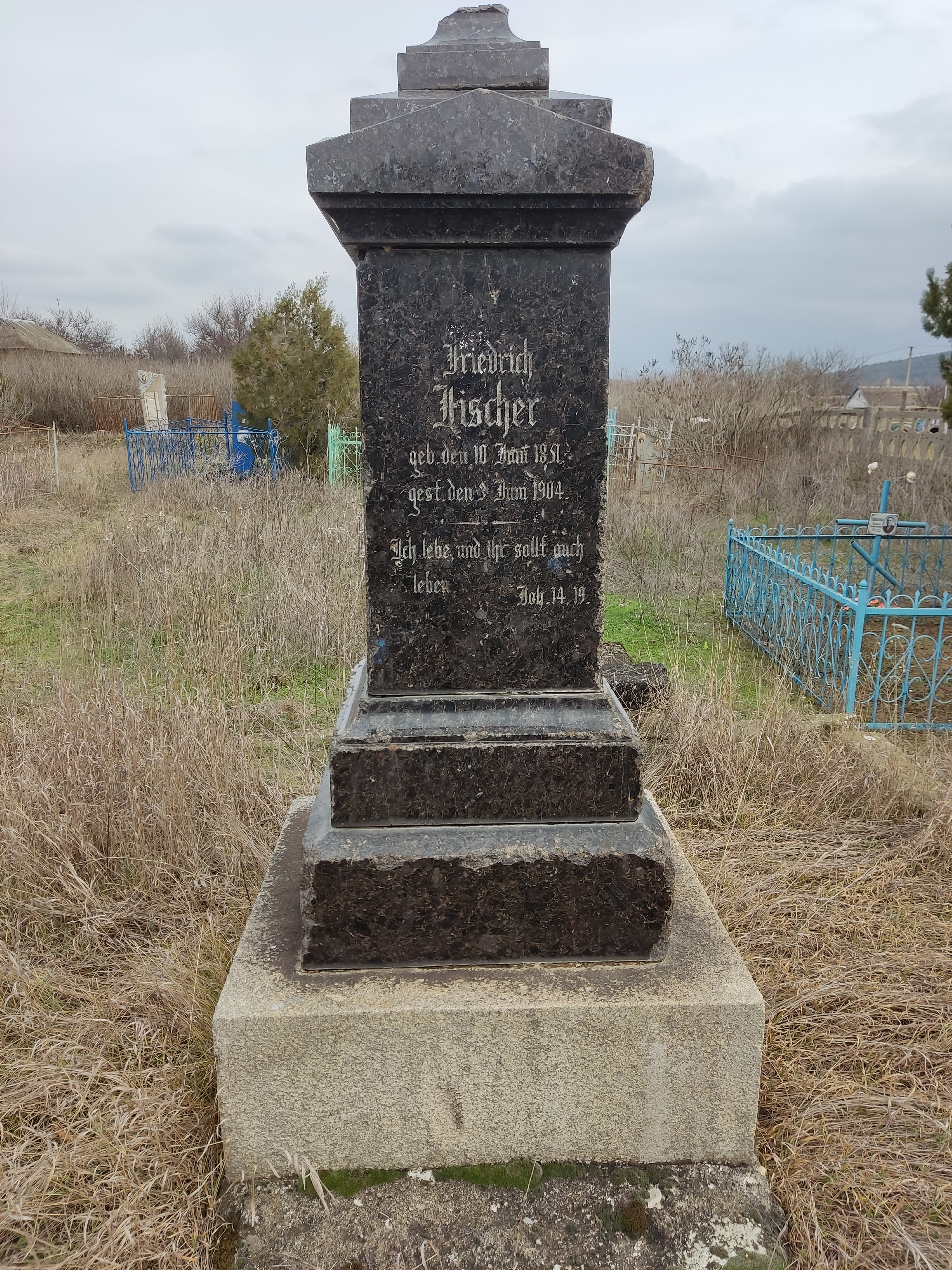